# Фернштедтова, Анна
Анна́ Фернште́дтова (чеш. Anna Fernstädtová; род. 23 ноября 1996, Прага) — чешская и немецкая скелетонистка.

## Карьера
Анна Фернштедтова начала свою карьеру в 2013 году, одержав три победы на этапах Кубка Европы, а также по одному разу завоевала серебро и бронзу. В следующем сехоне, на своём первом Межконтинентальном кубке завоевала три бронзовые медали.
В 2016 году, на втором в карьере, юниорском чемпионате мира, завоевала бронзовую медаль. В феврале 2017 года на чемпионате мира по бобслею и скелетону в составе международной смешанной команды завоевала бронзовую медаль.
В феврале 2018 года Фернштедт участвовала на зимних Олимпийских играх, по итогам четырёх попыток заняла 6-е место. В октябре того же года, было объявлено, что Анна сменит гражданство и будет представлять Чехию. В последующие годы она два раза подряд выигрывала юниорские чемпионаты мира 2019 и 2020 годов, добавив два золота, к золоту 2018 года.
В феврале 2022 года Фернштедтова представляла Чехию на зимних Олимпийских играх, заняла по итогам четырёх заездов 7-е место.